# Benatae
Benatae – gmina w Hiszpanii, w prowincji Jaén, w Andaluzji, o powierzchni 44,46 km². W 2011 roku gmina liczyła 551 mieszkańców.